# Estación San Francisco (Mitre)
San Francisco es una estación ferroviaria ubicada en la ciudad del mismo nombre, departamento San Justo, Provincia de Córdoba, Argentina.
Fue inaugurada en 1888 por el Ferrocarril Central Argentino. Es el edificio más antiguo de la ciudad. Se encuentra en estado de abandono.

## Servicios
La estación corresponde al Ferrocarril General Bartolomé Mitre de la red ferroviaria argentina. No presta servicios de pasajeros ni de cargas, sus vías e instalaciones están concesionadas a la empresa de cargas Nuevo Central Argentino.